# سولاریس (فیلم ۱۹۷۲)
سولاریس (به روسی: Солярис) فیلمی علمی تخیلی به کارگردانی آندری تارکوفسکی محصول سال ۱۹۷۲ است. تارکوفسکی این فیلم را بر اساس رمان سولاریس (۱۹۶۲)، اثری نئوکلاسیک در ادبیات علمی-تخیلی از استانیسلاو لم نویسنده لهستانی ساخت.
سولاریس در سال ۱۹۷۲ نامزد نخل طلای کن شد و در نهایت توانست جایزه فیپرشی و جایزه بزرگ جشنواره فیلم کن را برای آندری تارکوفسکی به ارمغان آورد. این فیلم همچنین در جشنواره فیلم‌های علمی–تخیلی، ترسناک و فانتزی آمریکا شرکت کرد و نامزد دریافت جایزه بهترین فیلم علمی–تخیلی شد.

## داستان
در این فیلم دانشمندان یک ایستگاه فضایی در مدار یک سیاره دور دست و ناشناخته قرار می‌گیرند که دارای خاصیت عجیبی است و با جسمیت بخشیدن به بدترین خاطرات زندگی فضانوردان باعث می‌شود آنان دوباره با عبور از آن تجارب دردناک مجازات شوند.
کریس کلوین یک روانشناس است که هنوز در سوگ همسر از دست رفتهٔ خود است. کریس از دوستی بنام جباریان (که دانشمندی در ایستگاه مداری سیاره‌ای بنام سولاریس است) پیغامی برای درخواست کمک دریافت می‌کند. به‌نظر می‌رسد حادثه‌ای برای تمام ساکنین ایستگاه فضایی رخ داده‌است، و همگی از حل آن عاجز و دچار اختلالات روانی شده‌اند.
کلوین راهی سولاریس (که یک سیاره عجیب آبی و تحت پژوهش دانشمندان ایستگاه فضایی است) می‌شود. چند روزی در ایستگاه فضایی می‌گذرد، و ناگهان کلوین که مشغول مطالعه سیاره است همسر خود را زنده در نزد خود می‌یابد.
کلوین نهایتاً متوجه می‌شود که سولاریس یک سیاره معمولی نیست، بلکه زنده است، خودآگاهی دارد، و قادر است فکر و احساسات درون آدمیان داخل ایستگاه را حس کند. سولاریس رفتگان این دنیا را از حافظه انسان‌ها درآورده و به آنها جان می‌بخشد.